# میخائیل کوزنتسوف (بازیگر)
میخائیل کوزنتسوف (روسی: Михаил Артемьевич Кузнецов؛ ۲۵ فوریهٔ ۱۹۱۸ – ۲۳ اوت ۱۹۸۶) بازیگر اهل اتحاد جماهیر شوروی سوسیالیستی بود.
وی همچنین برندهٔ جوایزی همچون هنرمند مردمی جمهوری شوروی فدراتیو سوسیالیستی روسیه شده‌است.